# Bessemer-acélgyártás

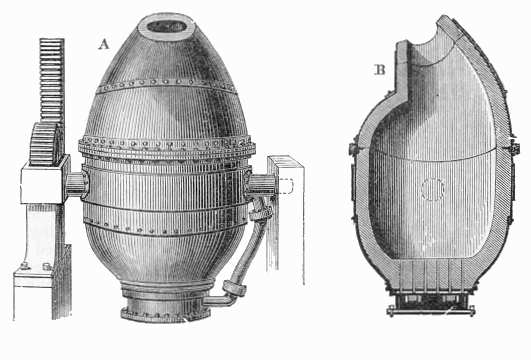
Bessemer-konverter rajza (1900)

A Bessemer-féle acélgyártás a szélfrissítéses acélgyártás első módszere, amit 1855-ben szabadalmaztatott Henry Bessemer angol mérnök. 

## A találmány
A 19. század első felében rendkívüli mértékben megnőtt az igény az acél iránt, amit azonban az addig alkalmazott, kis termelékenységű frisstűzi, tégelyes és kavaróeljárások nem tudtak kielégíteni. Bessemer, aki számos ipari találmánya révén vagyonos gyártulajdonos volt, a krími háború idején ágyúkkal és lövedékeivel foglalkozott, és ehhez szüksége volt jó minőségű és nagyipari méretekben gyártott acélra. Bessemer kigondolt egy olyan módszert, hogy a folyékony nyersvason levegőt fújtatna át, és a levegő oxigénje kiégetné a nyersvas fölösleges kísérő elemeit, a karbont, a szilíciumot és a mangánt. Módszerével Sheffieldben alapított vasgyárában (Bessemer Steel Works) kísérletezett, miközben többen arra figyelmeztették, hogy a folyékony nyersvasfürdő a rajta átfúvott hideg levegő hűtő hatása miatt be fog fagyni, mielőtt az oxidáció végbemenne. Bessemer sikerrel oldotta meg a felmerülő problémákat, de az iparban való átütő siker csak 1858-ban következett be – Svédországban. A Bessemer-eljárással elkezdődött az acél nagyipari mértékű előállítása.

## A Bessemer-konverter és a technológia
Bessemer gyártó berendezése egy körte formájú konverter volt. A szerkezetet a hegesztett vagy szegecselt acéllemezből készült konverterköpeny borítja. A középső, hengeres részt széles acélgyűrű veszi körül, amelyen oldalt csapokat helyeztek el. A csapok tartották a konvertert és biztosították annak mintegy 200 fokkal való elfordíthatóságát. A hengeres részhez és a cserélhető fenékrészhez szélszekrény csatlakozik. A konverter savas jellegű tűzálló bélése döngölt, agyaggal kevert kvarchomokból készült, de előfordult, hogy a hengeres részt – a nagyobb tartósság érdekében – szilikatéglával falazták. A fenékrészt a fokozott igénybevétel miatt 15–25 adag után cserélni kellett, ezért a fenék csuklós megoldással csatlakozott a testhez. A fúvólevegő 10–30 darab, 6–12 milliméter átmérőjű nyíláson jutott be a konverterbe, a nyomása 150–200 kilopascal volt.
A Bessemer-konverter alapanyaga a folyékony nyersvas volt, ami vagy közvetlen a nagyolvasztóból érkezett (például nyersvaskeverő közbeiktatásával), vagy – főleg eleinte – kupolókemencében olvasztották meg. A nyersvasat a vízszintes helyzet alá döntött konverterbe öntötték be, majd a levegő fokozatos beindítása közepette álló helyzetbe fordították. A fúvatás elején rövid láng és erőteljes szikraképződés volt megfigyelhető. A kémiai folyamatok oxidációs jellegűek, de a kísérő elemek oxidációját a vas oxidációja megelőzi, és a vas-oxid lép reakcióba a kísérő elemekkel.
2[Si] + (Fe3O4 → 3Fef + 2(SiO2)
4[Mn] + (Fe3O4 → 3Fef + 4(MnO)
4[C] + (Fe3O4 → 3Fef + 4(CO)
Az acélgyártók a konverter száján kilépő gáz színéből következtettek a lezajló folyamatokra. A fúvatás következő szakaszában a láng hossza megnő, a szikraképződés csökken, jelezve a Si és a Mn kiégését, illetve a karbonizáció megkezdődését, amelynek során a felszabaduló szén-monoxid szén-dioxiddá ég el. A frissítést dörgő hanghatás és salak-, illetve acélfröcsögés kíséri. A szén kiégését követően a frissítés befejeződött, a láng lassan kialudt. A konvertert fokozatosan előre döntve (a végén csaknem függőleges állásban) az acélt öntőüstbe öntötték, amit az öntőcsarnokba szállítottak, majd kokillákba öntötték. A konverter ürítése előtt természetesen próbát is vettek, amit kikovácsolva győződtek meg az eljárás tényleges befejeződéséről. Az adagidő 25–40 perc körül volt.

## A Bessemer-acélgyártás jelentősége
A Bessemer-módszer hatalmas előnye a korábbi eljárásokkal (és a később bevezetett Siemens–Martin-acélgyártással) szemben, hogy nem kell hozzá tüzelőanyag, az eljárás energiaigényét a széntartalom kiégésének exoterm volta biztosítja. Másik komoly előnye a termelékenység addig nem tapasztalt mértéke volt (míg a nagyobb teljesítményű kavarókemencék naponta mintegy 10 tonna nyersvasat tudtak előállítani, addig ezt a mennyiséget a Bessemer-konverter akár 1 óra alatt is megtermelte). Ugyanakkor volt egy komoly gyengéje is a Bessemer-módszernek: a konverter savas bélése nem tette lehetővé a nyersvas foszfortartalmának eltávolítását, ezért a Bessemer-eljáráshoz csak kevés foszfort tartalmazó nyersvasat lehetett felhasználni (ezt a problémát majd a Thomas- és a Martin-acélgyártás oldja meg). További hátránya még, hogy a Bessemer-acélnak nagy volt a nitrogéntartalma, amit a fúvólevegőből vett fel. A nitrogén csökkenti az acél képlékenységét és szívósságát, ezért az ilyen acél mélyhúzásra és sajtolásra nem alkalmas.
Mindazonáltal a Bessemer-acélgyártás rendkívül költséghatékony módszernek bizonyult, és bevezetésével elkezdődött az ipari mértékű acélgyártás, ami viszont megnyitotta az utat az erőteljes iparosítás, a második ipari forradalom felé. 1870 és 1900 között a világ acéltermelésének nagy részét a Bessemer-acélgyártás adta, majd a szerepét fokozatosan átvette a Siemens–Martin-acélgyártás. Magyarországon 1866-ban Resicán épült az első Bessemer-acélmű. Érdekesség, hogy Diósgyőrben 1880-ban építettek Bessemer-acélművet, egy évvel a Martin-acélmű üzembe állítása után. Az országban 1898-ban nyolc Bessemer-acélmű működött.